# Rivière Ferry
Rivière Ferry är ett vattendrag i Guadeloupe (Frankrike). Det ligger i den västra delen av Guadeloupe, 30 km norr om huvudstaden Basse-Terre.